# رودامین

ساختار هسته رودامین

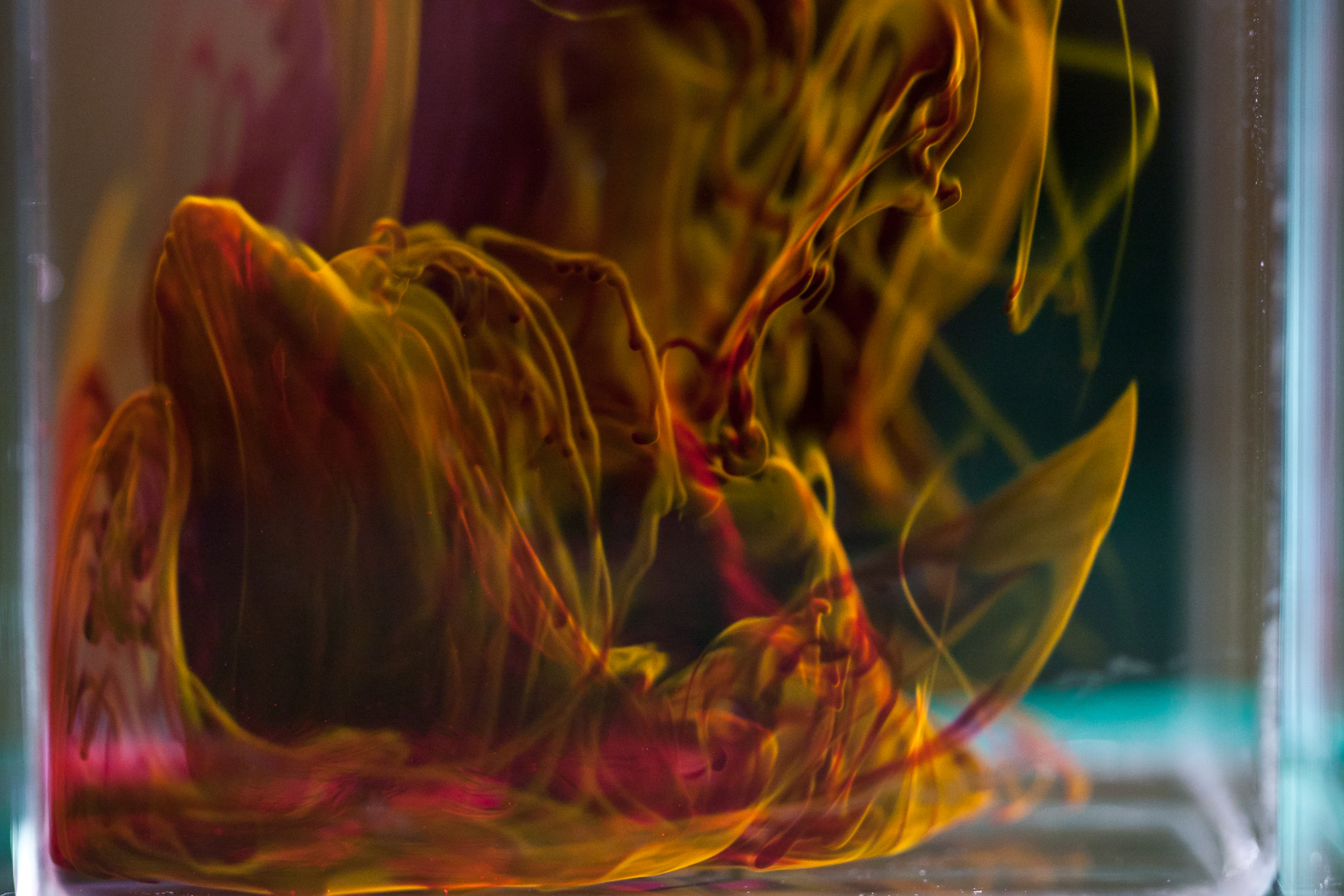
رودامین در آب.

رودامین (‎/ˈroʊdəmiːn/‎) یک خانواده از رنگهای مرتبط، یک زیر مجموعه از رنگ triarylmethane است. آنها مشتقات زانتن هستند. اعضای مهم خانواده رودامین‌ها، رودامین 6G، رودامین ۱۲۳ و رودامین B هستند. آنها عمدتاً برای رنگ آمیزی کاغذ و جوهر استفاده می‌شوند، اما از مقاومت کمی برای رنگ آمیزی پارچه برخوردار هستند.

## کاربرد
گذشته از کاربردهای عمده آنها، آنها اغلب به عنوان رنگ ردیاب استفاده می‌شوند، به عنوان مثال برای تعیین سرعت و جهت جریان و انتقال آب. رنگهای رودامین فلورسنس می‌شوند و بنابراین می‌توان به راحتی و با استفاده از ابزاری به نام فلورومتر، ارزان قیمت آن را تشخیص داد. رنگ‌های رودامین به‌طور گسترده‌ای در کاربردهای بیوتکنولوژی مانند میکروسکوپ فلورسانس، فلوسیتومتری، طیف‌سنجی همبستگی فلورسانس و ELISA استفاده می‌شود. رودامین ۱۲۳ همچنین در بیوشیمی برای مهار عملکرد میتوکندری استفاده می‌شود.
از رودامین‌ها علاوه بر کاربردهای عمده آنها، در لیزر رنگ به عنوان ناحیه فعال لیزر استفاده می‌شود.